# Сорочук Микола Васильович
Мико́ла Васи́льович Сорочу́к, псевдо — «Червоний» (23 травня 1997, с. Чорниж, Волинська область  — 22 січня 2020, смт Талаківка, Донецька область) — старший солдат, командир мінометного відділення 8-го окремого гірсько-штурмового батальйону 10-ї окремої гірсько-штурмової бригади Збройних сил України, учасник російсько-української війни.

## Життєпис
Народився в селі Чорниж Маневицького району Волинської області. В березні 2000 року родина Сорочуків переселилась до с. Лище Луцького району, де Микола в 2003—2014 роках навчався в місцевій школі. В 2015 році закінчив Луцьке ВПУ будівництва та архітектури за фахом «електрозварник».
22 грудня 2015 року підписав перший контракт із ЗСУ, на три роки. Служив снайпером у 8 ОГБШ, згодом перевівся до взводу вогневої підтримки, працював з АГС. Учасник боїв біля Попасної, Новозванівки, Красногорівки, Мар'їнки, Новотроїцького.
Після повернення з фронту, в січні 2019 року, влаштувався зварником на «Модерн-Експо» та вступив на заочну форму навчання в Академію рекреаційних технологій і права, на факультет правознавства.
16 грудня 2019 року уклав новий контракт із ЗСУ, на пів року.
Загинув вдень, 22 січня 2020 року, від кулі снайпера. Прощання з героєм відбулись в Маріуполі, Лищі та Луцьку.
Похований 25 січня 2020 року на Алеї Слави Луцького міського цвинтаря в Гаразджі. Дні 24 та 25 січня на Волині оголошені днями жалоби.
У загиблого залишились мати, сестра та кохана дівчина Ярина Чорногуз, медик Госпітальєрів.

## Нагороди та вшанування
- Указом Президента України № 290/2020 від 24 липня 2020 року, «за особисту мужність і самовіддані дії, виявлені у захисті державного суверенітету та територіальної цілісності України», нагороджений орденом «За мужність» III ступеня (посмертно)[7].
- Нагрудний знак «За взірцевість у військовій службі».
- Рішенням Волинської обласної ради від 10 грудня 2020 року № 2/21 присвоєно звання «Почесний громадянин Волині» (посмертно)[8].
- 22 січня 2021 року у школі села Лище відкрили меморіальну дошку Миколі Сорочуку[9].
- Вшановується в меморіальному комплексі «Зала пам'яті», в щоденному ранковому церемоніалі 22 січня[10][11].